# Cedegolo
Cedegolo is een gemeente in de Italiaanse provincie Brescia (regio Lombardije) en telt 1264 inwoners (31-12-2004). De oppervlakte bedraagt 11,8 km², de bevolkingsdichtheid is 115 inwoners per km².

## Demografie
Cedegolo telt ongeveer 546 huishoudens. Het aantal inwoners daalde in de periode 1991-2001 met 5,5% volgens cijfers uit de tienjaarlijkse volkstellingen van ISTAT.
| Jaar | Inwoneraantal |
| ---- | ------------- |
| 1991 | 1334          |
| 2001 | 1261          |

## Geografie
Cedegolo grenst aan de volgende gemeenten: Berzo Demo, Capo di Ponte, Cevo, Cimbergo, Paspardo en Sellero.

## Galerij

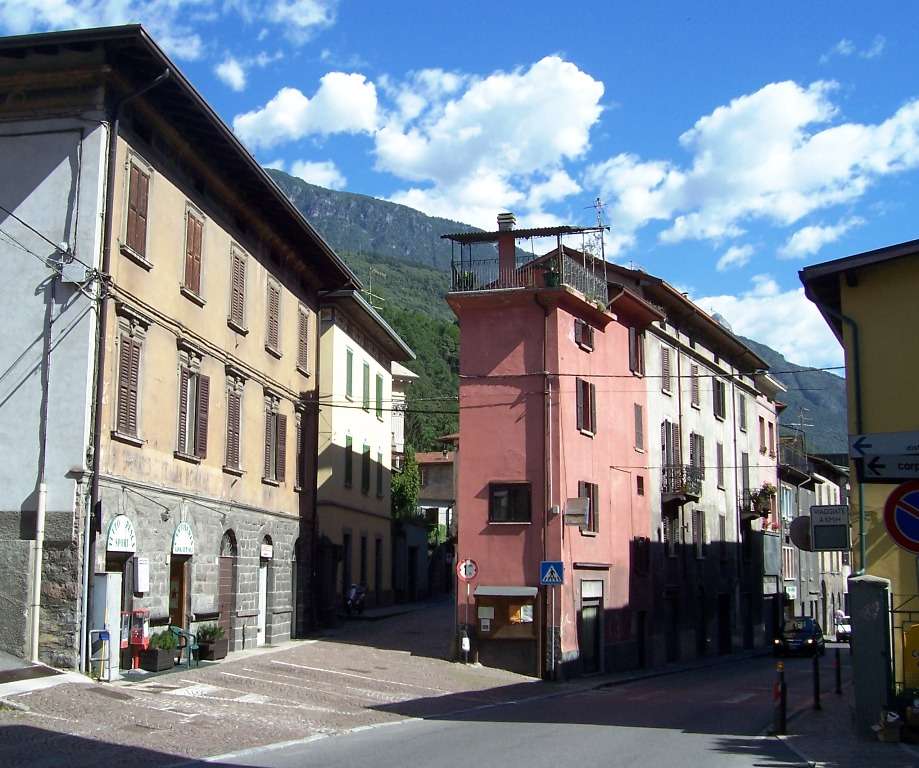
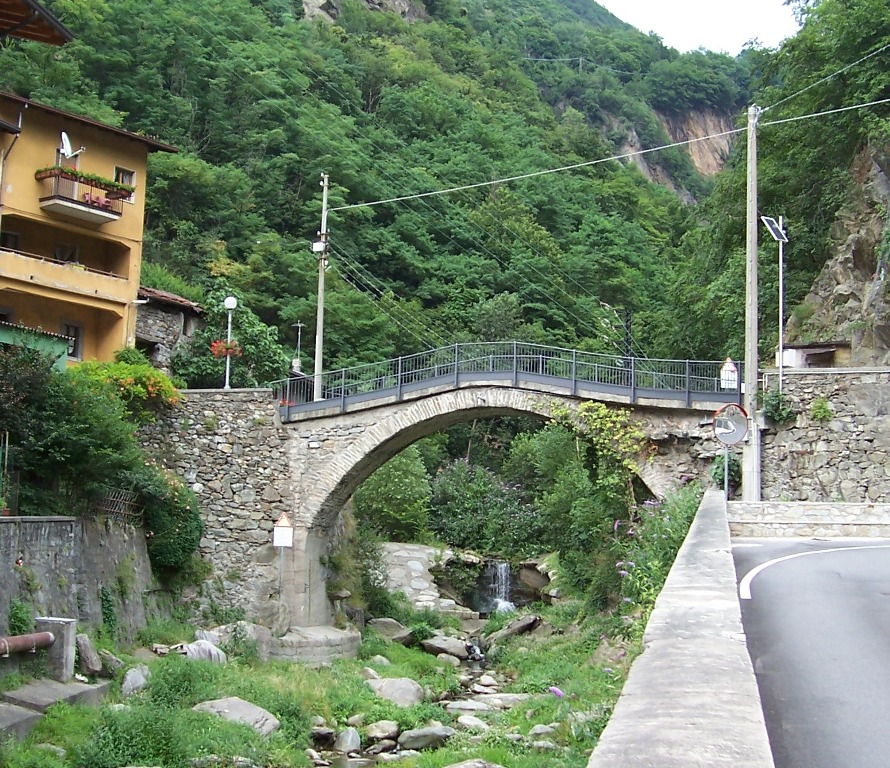
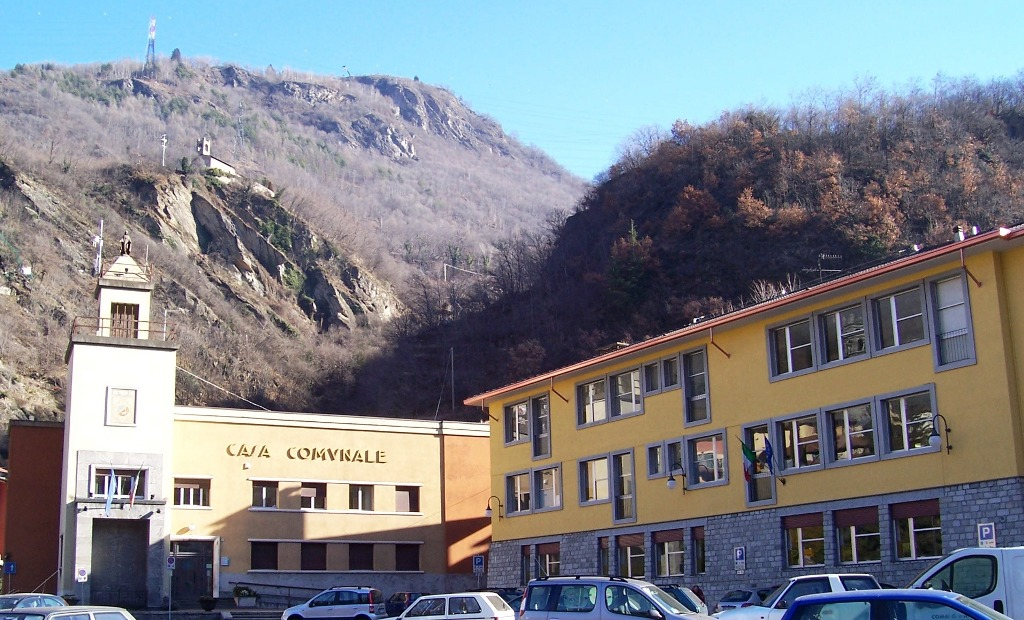